# Crawford Lake, Sudbury
Crawford Lake är en sjö i Kanada.   Den ligger i distriktet Sudbury och provinsen Ontario, i den sydöstra delen av landet, 600 km nordväst om huvudstaden Ottawa. Crawford Lake ligger 358 meter över havet. Arean är 0,29 kvadratkilometer. Den sträcker sig 0,6 kilometer i nord-sydlig riktning, och 0,9 kilometer i öst-västlig riktning.
I omgivningarna runt Crawford Lake växer i huvudsak blandskog. Trakten runt Crawford Lake är nära nog obefolkad, med mindre än två invånare per kvadratkilometer.